# المهرجان القومي للمسرح المصري
المهرجان القومي للمسرح المصري، هو مهرجان تقيمه وزارة الثقافة المصرية للمسرح المصري، يعد المهرجان القومى للمسرح هو أكبر ملتقى مسرحى على مدار العام يضم أفضل العروض التي قدمت خلال العام من المؤسسات الثقافية المختلفة، وهو «أحد أهم الأنشطة المسرحية التي تحتضن مصر وترعاها وزارة الثقافة وتمثل احتفال لحصاد عام كامل للمسرح المصري» بحسب وصف وزيرة الثقافة إيناس عبد الدايم.
أسس المهرجان الوزير الفنان فاروق حسني وزير الثقافة الأسبق بدأ المهرجان دورته الأولي عام 2006 برئاسة الدكتور أشرف زكي الذي استمر لمدة خمسة دورات متتالية.

## هدف المهرجان
هدف المهرجان القومي للمسرح المصري هو عرض نماذج متميزة مما قدم في فضاءات العرض المسرحي في مصر، من أجل تأصيل ملامح المسرح المصري المعبر عن شخصية مصر ونشر الرسالة التنويرية لبناء الإنسان المصري، وكذلك تشجيع المبدعين من فناني المسرح على التنافس الخلاق، وتحفيز الفرقة المسرحية على تطويرعروضها فكريا وأدائيا وتقنيا من أجل المشاركة في صناعة مستقبل أفضل للوطن.

## ردود فعل
حقق المهرجان نجاحا كبيرا منذ دورته الأولى، حيث أقبل نجوم المسرح القومي على حضور حفلي الختام والافتتاح ما أعطى انطباعاً أدبياً للمهرجان، وساهموا بالفعل في نجاحه، وقد شهد اهتمام كبار الفنانين والنجوم والذين حضر منهم: عزت العلايلي، ومحمود ياسين، نبيلة عبيد، سميرة محسن، فيفي عبده، والراقصة دينا، وسميحة أيوب، وعزة لبيب، وروجينا، وفاروق الفيشاوي، وسامي العدل، وعلي حسنين.
إلا أنه تلقى بعض الانتقادات التي أشارت إلى سوء التنظيم من قبل البيت الفني للمسرح وعدم المتابعة الإعلامية والتي كانت من المفترض أن تلفت الأنظار وتوجهها إلى العروض المقدمة وخاصة تعاون القنوات المتخصصة في التليفزيون المصري، مما أربك المهتمين بالعروض المسرحية والجمهور، وكان السبب في عزوفهم عن العروض المسرحية، وبالتالي لم يحقق مهرجان القومي للمسرح هدفه بالشكل المرجو من المهرجان. ولم تحصل الفرق الشابة المشاركة في المهرجان المشاهدة التي كانت من المتوقع أن تفرز أبطال في مجال المسرح، خاصة أن تأخر دور المسرح من ضمن أسبابه إهمال أجيال من الممثلين المسرحيين، وبالأحرى مؤلفين المسرح والمخرجين، بعد الاهتمام المبالغ فيه والاتجاه للسينما التي يتوفر لكل الفنانين فيها الشهرة والمقابل المادي.

## الفائزين

### الدورة السابعة عشر (2024)[11]
منحت لجنة التحكيم شهادة تقدير لعرضي "مرايا إليكترا" لفرقة مسرح الشباب، و"حاجة تخوّف" من إنتاج مركز الإبداع الفني.
| الجائزة                     | الفائز                                     | العرض الفائز     |
| --------------------------- | ------------------------------------------ | ---------------- |
| أفضل عرض مسرحي              | فريق مسرح كلية طب الأسنان في جامعة القاهرة | ماكبث المصنع     |
| أفضل إخراج                  | فريق مسرح كلية طب الأسنان في جامعة القاهرة | ماكبث المصنع     |
| أفضل تصميم ديكور مناصفة     | فريق مسرح كلية طب الأسنان في جامعة القاهرة | ماكبث المصنع     |
| أفضل تصميم ديكور مناصفة     | فرقة بالطو المسرحية                        | 130 قطعة         |
| أفضل عرضٍ ثانٍ                |                                            | النقطة العميا    |
| أفضل دعاية مسرحية           | أحمد صيام                                  | المصير           |
| أفضل تصميم أزياء            | إسلام عباس                                 | ليلة القتلة      |
| أفضل تصميم إضاءة            | أبو بكر الشريف                             | مرايا إليكترا    |
| أفضل أشعار                  | أمين حداد                                  | مش روميو وجولييت |
| أفضل موسيقى                 | زياد هجرس                                  | الطاحونة الحمراء |
| أفضل تصميم استعراضات مناصفة | هاني فاروق                                 | ليلة القتلة      |
| أفضل تصميم استعراضات مناصفة | علي جيمي                                   | نيوزيس           |
| أفضل دراماتورج              | محمود الحسيني                              | ماكبث المصنع     |
| أفضل دراماتورج              | أحمد فؤاد                                  | النقطة العميا    |
| أفضل ممثلة صاعدة            | ياسمين عمر                                 | الأرتيست         |
| أفضل ممثل صاعد مناصفة       | أحمد فتحي                                  | حياة شخص ما      |
| أفضل ممثل صاعد مناصفة       | محمد تامر                                  | نيوزيس           |
| لجنة التحكيم الخاصة         | فرقة المواجهة والتجوال                     | السمسمية         |